# Lugate Water
Das Lugate Water ist ein Fluss in der schottischen Council Area Scottish Borders.

## Lauf
Das Lugate Water entsteht durch den Zusammenfluss der Bäche Ewes Burn und Shiel Burn in den südöstlichen Moorfoot Hills auf einer Höhe von etwa 330 Metern. Es fließt in vornehmlich südöstlicher Richtung ab, um etwa zwei Kilometer südlich von Stow von rechts in das Gala Water zu münden, das über den Tweed in die Nordsee entwässert. Seine Gesamtlänge beträgt etwa 9,8 km. Entlang seines Laufs münden verschiedene Bäche ein, von denen keiner einen wesentlichen Zufluss darstellt:
- Long Hangman Burn (von rechts)
- Fernie Grain Sit Burn (von links)
- Cheslie Burn (r)
- Thrashie Burn (l)
- Calfhope Burn (r)
- Nether Shiels Burn (r)
- Gately Burn (r)
- Fowie Burn (r)
- Hope Burn (r)

## Umgebung
Das Lugate Water durchfließt eine dünn besiedelte Region und passiert daher keine Ortschaften. Entlang seines Laufs stehen ausschließlich vereinzelte Gebäude. Entlang seines Mittellaufs befand sich oberhalb seines linken Ufers ein nicht genauer datiertes Hillfort in der Nähe der Wüstung Ewes Hill. Ein Stück weiter flussabwärts stand das Tower House Ewes Castle direkt am linken Ufer. Die Lugate Water Bridge nahe der Mündung wurde um 1790 errichtet. Die Bogenbrücke führt eine untergeordnete Straße über den Fluss. Die im mittleren 19. Jahrhundert fertiggestellte Waverley Line quert das Lugate Water 100 Meter vor der Mündung auf einer weiteren Brücke.

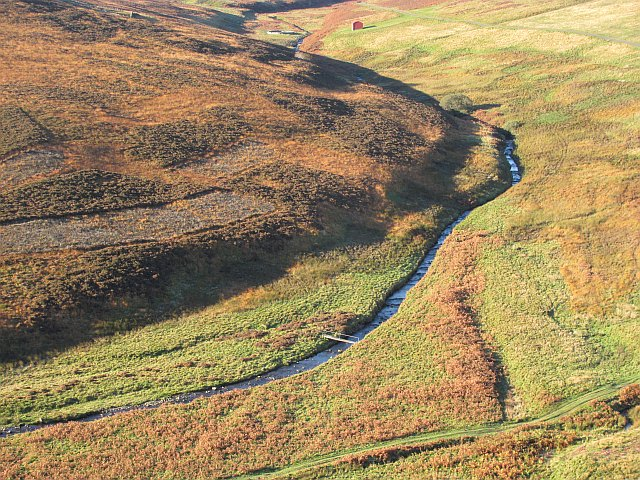
Oberlauf des Lugate Water
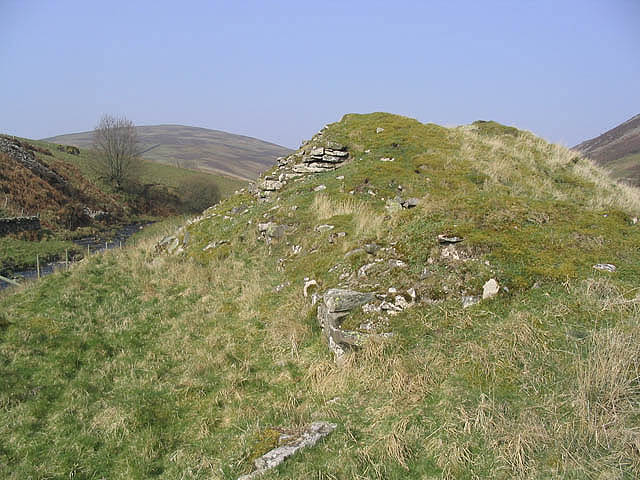
Reste von Ewes Castle
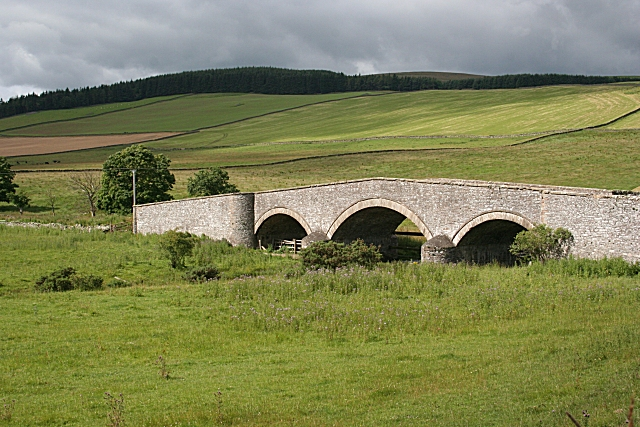
Lugate Water Bridge